# Fauna della Foresta amazzonica
La fauna della foresta amazzonica comprende 1 294 specie di uccelli, 380 di rettili, 427 di anfibi, 419 di mammiferi, circa 3 000 di pesci, 3 000 000 di insetti e altri invertebrati. Occupa la foresta equatoriale più grande al mondo, situata in America meridionale.

## Uccelli
Circa un quinto di tutte le specie di uccelli esistenti al mondo vivono in Amazzonia centrale.

### Pappagalli

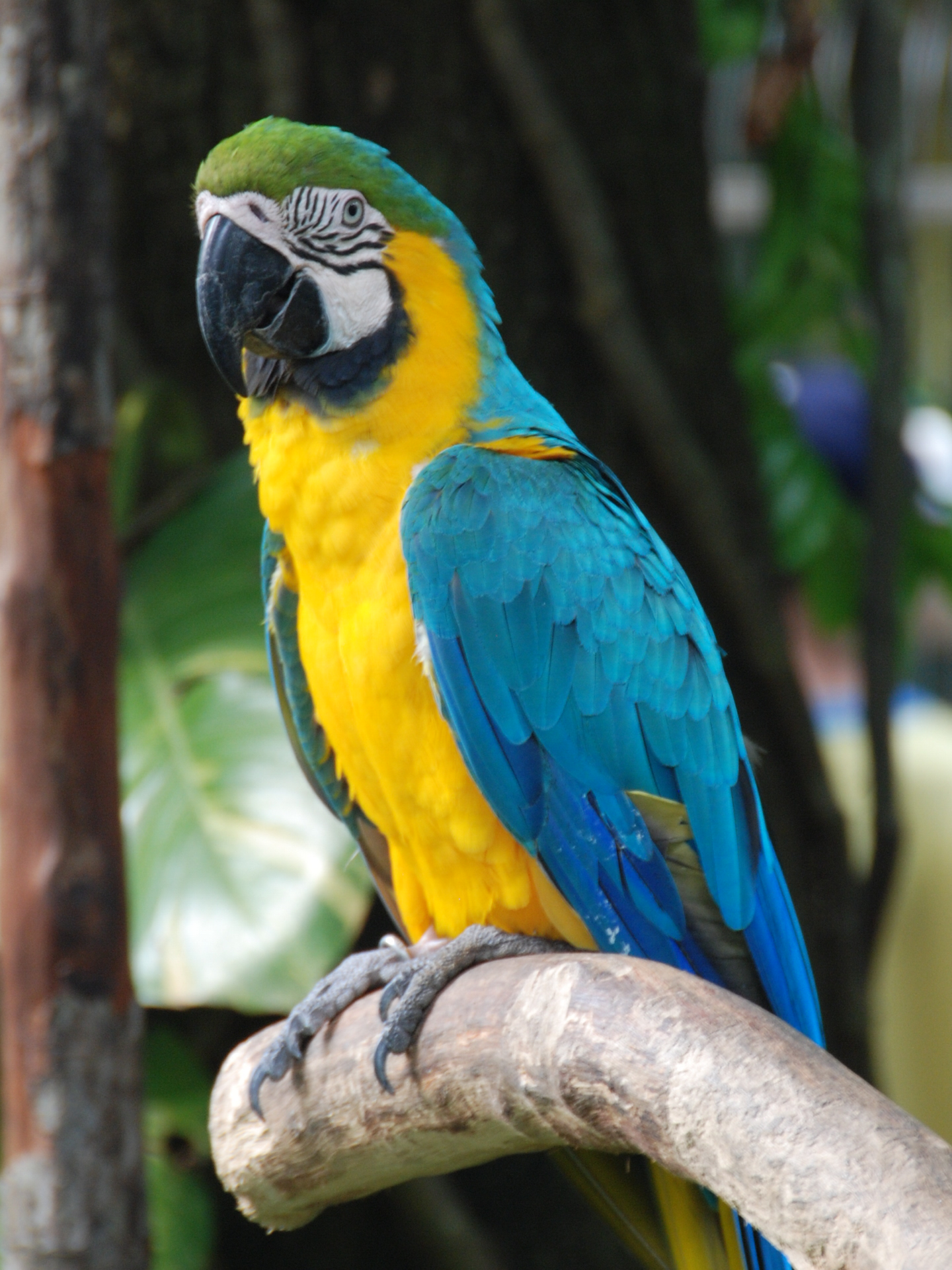
Ara ararauna, meglio nota come ara gialloblu.

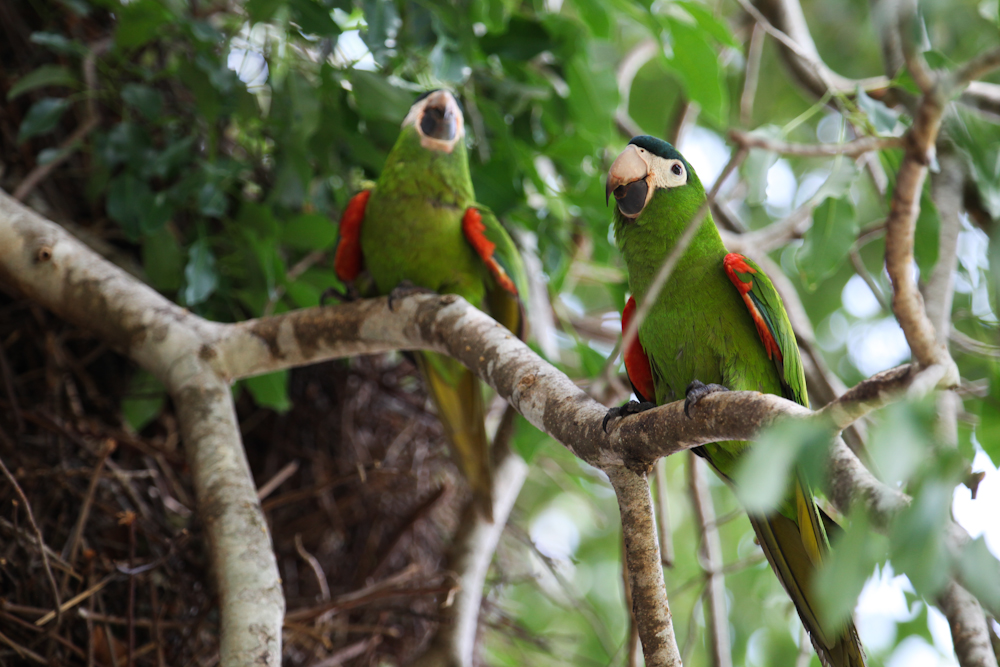
Ara spallerose (Diopsittaca nobilis)

Gli uccelli più caratteristici di tutta l'Amazzonia sono senza dubbio i pappagalli, soprattutto quelli dei generi Ara e Amazona. Si possono incontrare specie come l'ara aliblu (Primolius maracana), il conuro del sole (Aratinga solstitialis), l'ara giacinto (Anodorhynchus hyacinthinus) e l'ara panciarossa (Orthopsittaca manilata). Fino a qualche tempo fa si poteva avvistare pure l'ara di Spix (Cyanopsitta spixii), ora ritenuta estinta in natura.

Curiosamente, molte delle specie citate compiono ogni qualche giorno una particolare migrazione, dalla foresta a dei giacimenti di argilla. Questo perché le foglie di alcune piante di cui si nutrono in un certo periodo dell'anno sono difficili da digerire e l'argilla è un ottimo digerente. Questa particolare migrazione è utile per questi uccelli pure per formare nuove coppie e socializzare.
Altre specie
- Amazzone dalla fronte gialla (Amazona amazonica)
- Amazzone dalla fronte blu (Amazona aestiva)
- Amazzone farinosa (Amazona farinosa)
- Amazzone testagialla (Amazona oratrix)
- Ara aliverdi (Ara chloropterus)
- Ara dal collara (Primolius auricollis)
- Ara frontecastana (Ara severus)
- Ara fronterossa (Ara rubrogenys)
- Ara gialloblu (Ara ararauna)
- Ara glauca (Anodorhynchus glaucus)
- Ara golablu (Ara glaucogularis)
- Ara indaco (Anodorhynchus leari)
- Ara militare (Ara militaris)
- Ara scarlatto (Ara macao)
- Ara spallerosse (Diopsittaca nobilis)
- Ara testablu (Primolius couloni)
- Ara verde (Ara ambiguus)
- Pappagallo beccoforte (Rhynchopsitta pachyrhyncha)
- Pappagallo dal ventaglio (Deroptyus accipitrinus)
- Parrocchetto o conuro jandaya (Aratinga jandaya)
- Parrocchetto testascura (Aratinga weddellii).

### Tucani

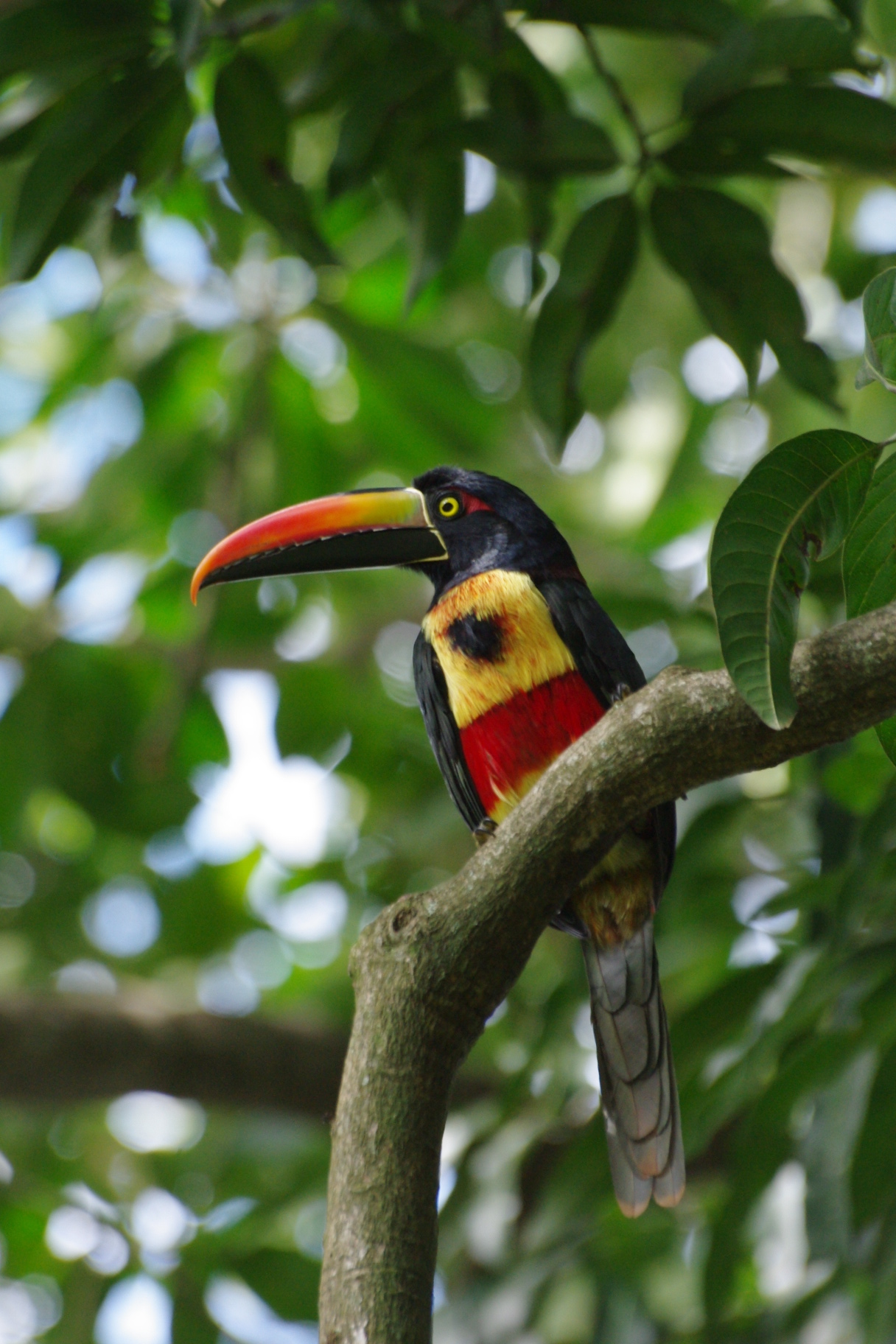
Aracari beccoflammeo (Pteroglossus frantzii)

Altri uccelli piuttosto comuni e molto conosciuti sono i tucani: particolarmente il tucano toco (Ramphastos toco) e quello solforato o carenato (Ramphastos sulfuratus), dal becco multicolore. Un'altra specie nota è il tucanetto smeraldino (Aulacorhynchus prasinus) dal colore verde smeraldo, come dicono il nome comune e scientifico (prasinus si può tradurre come "smeraldo" o "smeraldino").
Altre specie
- Aracari scritto (Pteroglossus inscriptus)
- Aracari verde (Pteroglossus viridis)
- Tucanetto della Guyana (Selenidera piperivora)
- Tucano beccoroso (Ramphastos tucanus)
- Tucano dal cappello rosso (Pteroglossus frantzii)

### Rapaci diurni e notturni
La foresta amazzonica ospita un gran numero di rapaci diurni (ordini Accipitriformes e Falconiformes) e notturni (ordine Strigiformes).
Tra i diurni la più nota è l'aquila arpia (Harpia harpyja), poi seguono il Busarellus nigricollis, la poiana bianca (Pseudastur albicollis) e l'aquila coronata (Buteogallus coronatus).
Quanto riguarda i notturni si possono incontrare specie del numeroso genere Glaucidium, tra cui G. bolivianum e G. hardyi. Si possono incontrare anche il gufo dagli occhiali (Pulsatrix perspicillata) e la civetta fasciata bianca e nera (Ciccaba nigrolineata).
Altre specie
- Caracara golarossa (Ibycter americanus)
- Caracara nero (Daptrius ater)
- Civetta marezzata (Ciccaba virgata)
- Civetta nana rossiccia (Glaucidium brasilianum)
- Gufo crestato (Lophostrix cristata).

### Colibrì

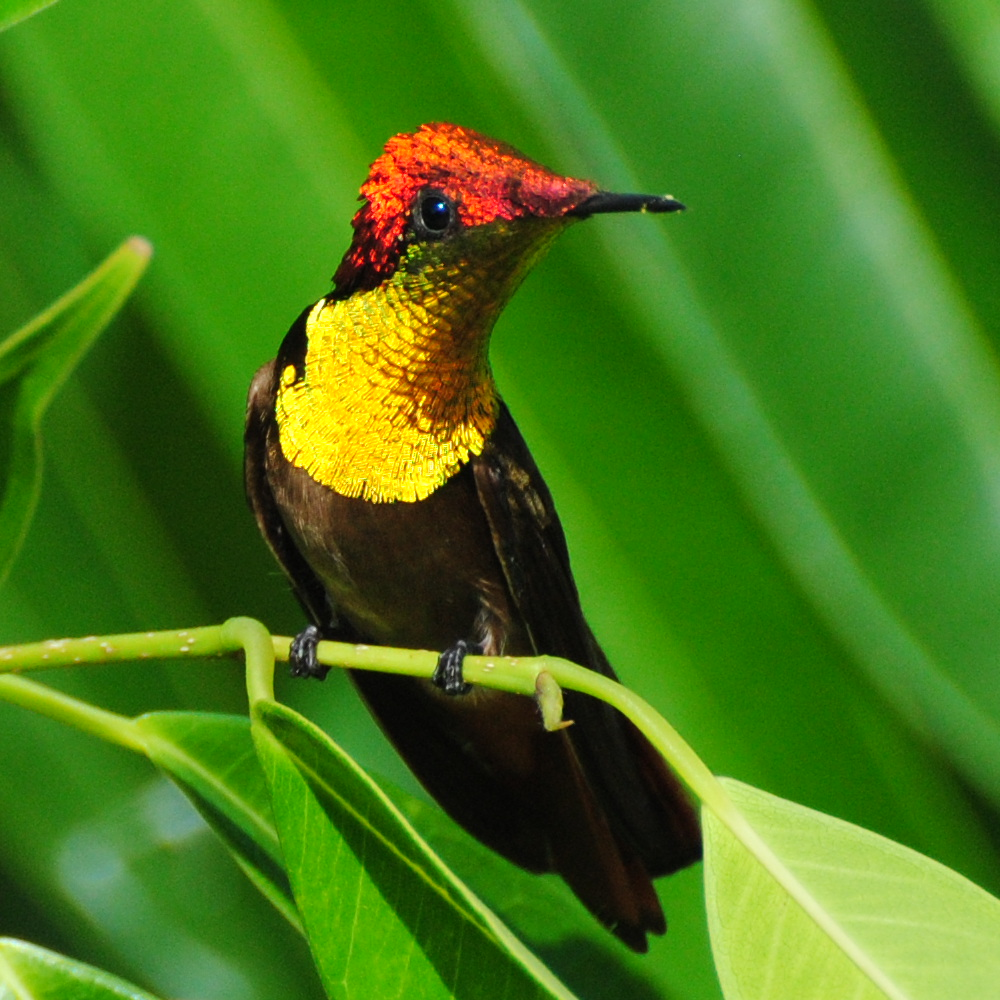
Maschio di colibrì rubino-topazio (Chrysolampis mosquitus).

Altri uccelli conosciuti dell'Amazzonia sono, appunto, i colibrì, noti per le piccole dimensioni, i colori iridescenti e l'abilità di volare stando "sospesi nell'aria". Una delle specie più note è il colibrì becco a spada (Ensifera ensifera), con il colibrì di Lafresnay (Lafresnaya lafresnayi) e infine l'eremita becco a sega (Ramphodon naevius), quest'ultimo endemico del Brasile. Raramente è possibile osservare il colibrì golarubino (Archilochus colubris).
Altre specie
- Augastes lumachella
- Colibri serrirostris
- Colibrì dalla coda a doppia racchetta (Ocreatus underwoodii)
- Colibrì gigante (Patagona gigas)
- Colibrì rubino-topazio (Chrysolampis mosquitus)
- Cometa dalla coda rossa (Sappho sparganura)
- Eremita barbuto nero (Glaucis hirsutus)
- Eremita bronzato (Glaucis aeneus)
- Eutoxeres condamini
- Heliactin bilophus
- Lophornis gouldii
- Lophornis ornatus
- Sephanoides fernandensis
- Topazio di Crismon (Topaza pella)

### Passeriformi
Nella foresta amazzonica vivono numerose specie di passeri. I più noti appartengono alla famiglia Cotingidae, caratterizzati da livree molto vivaci. Tra questi uccelli, i più noti sono il galletto di roccia peruviano (Rupicola peruviana), la cotinga amabile (Cotinga amabilis), la cotinga blu comune (Cotinga cotinga) ed ovviamente i bizzarri uccelli ombrello (genere Cephalopterus), a cui appartengono 3 specie. Un'altra specie poco conosciuta, ma importante da citare, è la cotinga bianca (Procnias albus). Si può considerare pure la Xipholena punicea.
Altri uccelli appartengono alla famiglia Thamnophilidae, come il pigliaformiche facciabianca (Pithys albifrons), l'averla formichiera variabile (Thamnophilus caerulescens), il pigliaformiche immacolato (Myrmeciza immaculata).
In Amazzonia sono diffusi pure passeriformi della famiglia Icteridae. In questa famiglia troviamo specie come il trupiale del Venezuela (Icterus icterus), l'oropendola amazzonica (Psarocolius bifasciatus), l'ittero oriolo (Gymnomystax mexicanus), il trupiale del campo (Icterus jamacaii), il cacicco groppagialla (Cacicus cela), il cacicco gropparossa (Cacicus haemorrhous).
Altre specie
- Cardinale dal ciuffo rosso (Paroaria coronata)
- Cardinalino del Venezuela (Spinus cucullata)
- Cereba gialla (Coereba flaveola)
- Cotinga azzurra (Cotinga cayana)
- Ghiandaia verde (Cyanocorax yncas)
- Griseotyrannus aurantioatrocristatus
- Lophotriccus pileatus
- Nettarina viola (Cyanerpes caeruleus)
- Manachino delizioso (Machaeropterus deliciosus)
- Manachino testadorata (Dixiphia erythrocephala)
- Pigliamosche reale dell'Amazzonia (Onychorhynchus coronatus)
- Pipra fasciicauda
- Scricciolo mimo (Donacobius atricapilla)
- Tanagra del Cile (Tangara chilensis)
- Tanagra rossa (Piranga olivacea)
- Tiranno (Tyrannus tyrannus)
- Tordo formichiero faccianera (Formicarius analis)
- Uirapuru (Cyphorhinus arada)
- Zanzariere dal becco lungo (Ramphocaenus melanurus)
- Zanzariere dal collare (Microbates collaris)
- Zanzariere dal semi collare (Microbates cinereiventris)
- Zanzariere mascherato (Polioptila dumicola)
- Zanzariere tropicale (Polioptila plumbea)

### Pelecaniformi

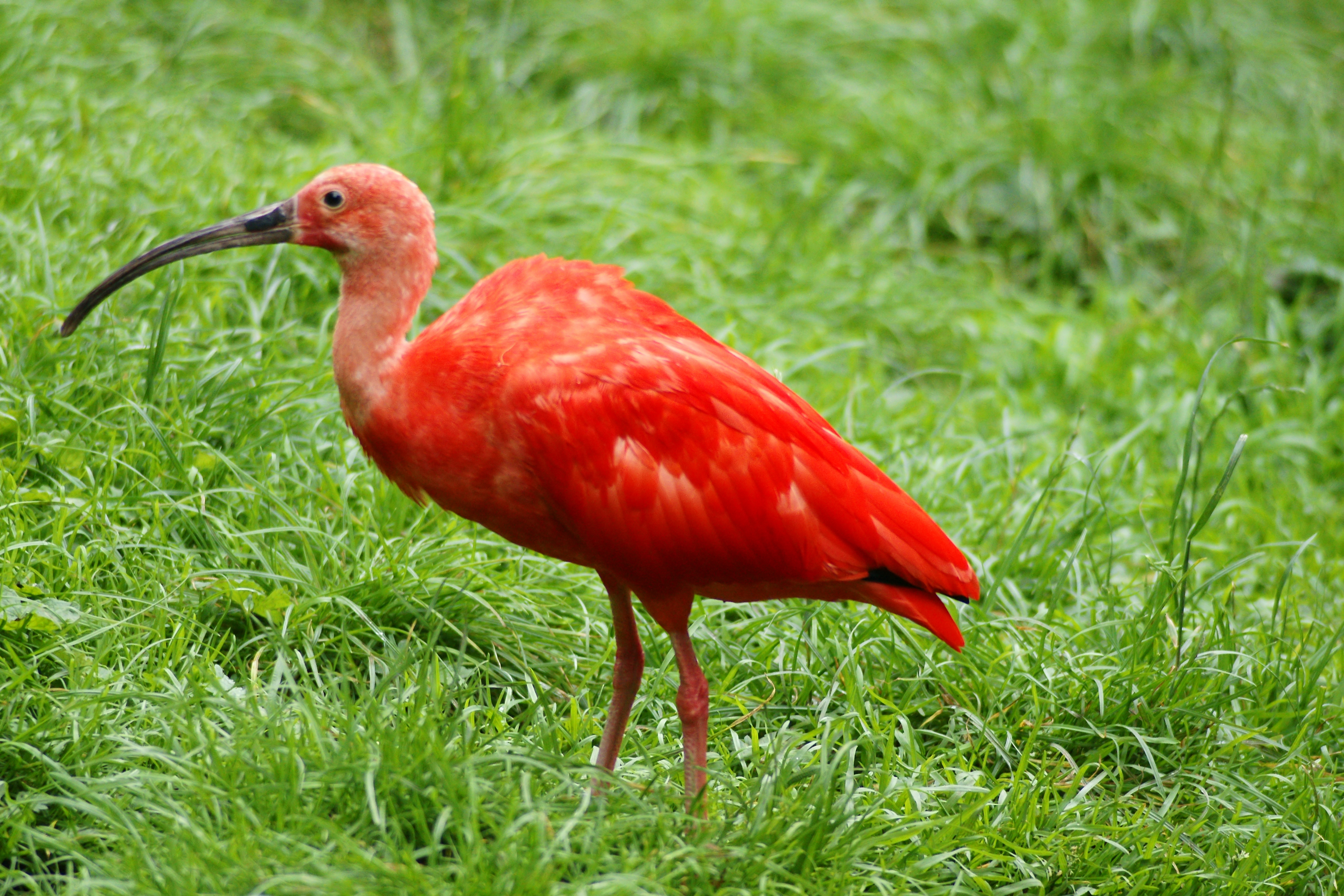
Ibis scarlatto (Eudocimus ruber)

Si conoscono molte specie di pelecaniformi, nella foresta amazzonica. Il più noto è senza dubbio la garzetta nivea (Egretta thula). Altre specie sono il becco a cucchiaio (Cochlearius cochlearius), caratterizzato da un becco dalla forma particolare, l'ibis scarlatto (Eudocimus ruber). Si vocifera l'avvistamento della spatola rosata (Platalea ajaja).
Altre specie
- Airone agami (Agamia agami)
- Airone cocoi (Ardea cocoi)
- Airone tigrato fasciato (Tigrisoma fasciatum)
- Airone tigrato messicano (Tigrisoma mexicanum)
- Airone tigrato rossiccio (Tigrisoma lineatum)
- Ibis bianco americano (Eudocimus albus).

### Fenicotteri
I fenicotteri, non abitano nelle foreste equatoriali, ma in Amazzonia si possono osservare ogni tanto esemplari di fenicottero del Cile (Phoenicopterus chilensis), fenicottero di James (Phoenicoparrus jamesi) e fenicottero delle Ande (Phoenicoparrus andinus).

### Cuculi e hoazin

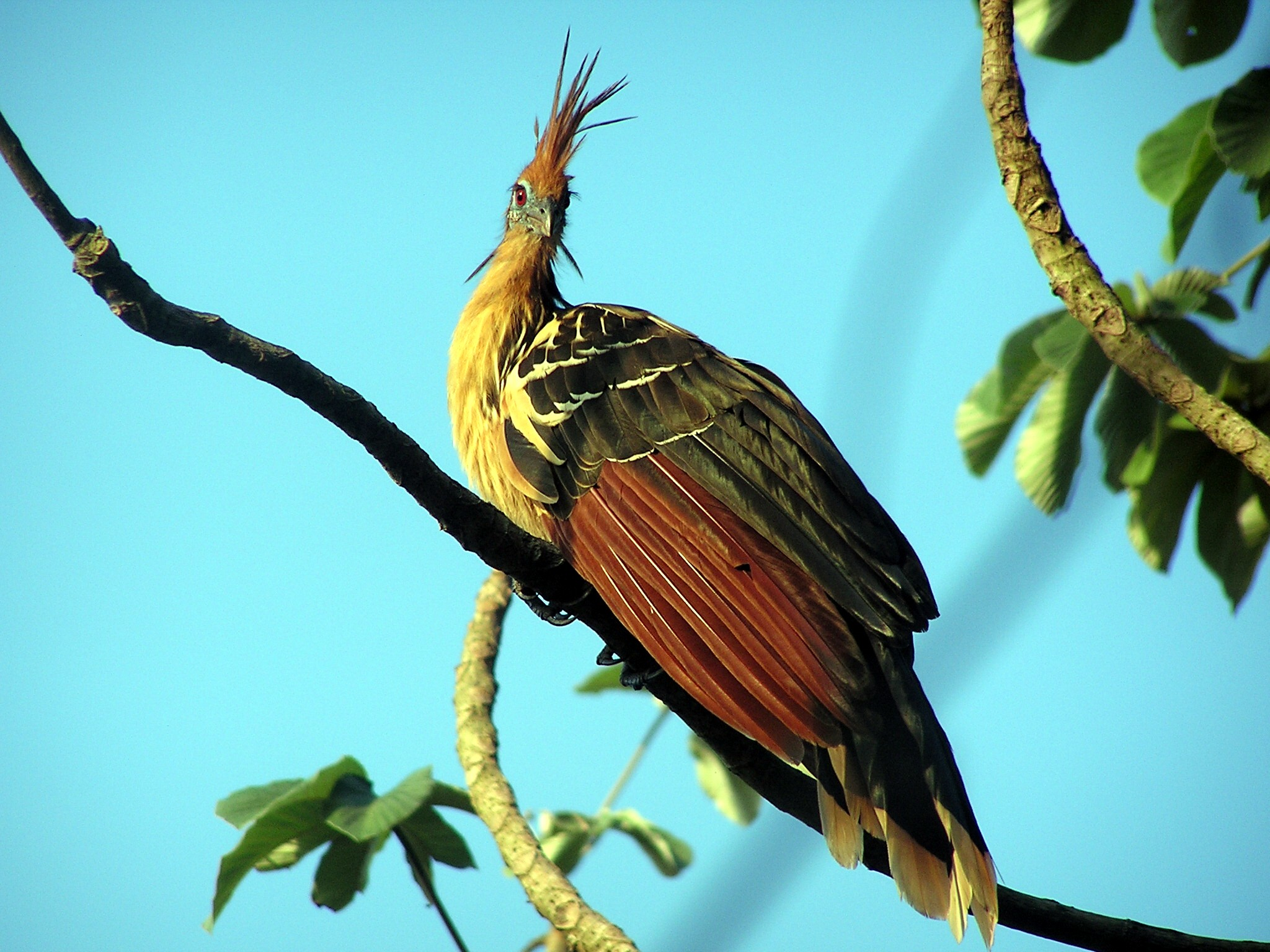
Hoazin (Opisthocomus hoazin)

Anche se in minoranza rispetto ad altri ordini di uccelli, vivono anche dei cuculi. Essi sono l'ani maggiore (Crotophaga major), l'ani becco liscio (Crotophaga ani), l'ani beccosolcato (Crotophaga sulcirostris), il cuculo guira (Guira guira). Una specie più difficile da avvistare è il cuculo scoiattolo (Piaya cayana).
Un altro uccello è l'hoazin o hoatzin (Opisthocomus hoazin), un tempo attribuito all'ordine Cuculiformes.

### Anatre
Non si conoscono molte specie di anatre in Amazzonia, 2 delle poche specie sono l'alzavola brasiliana (Amazonetta brasiliensis) e il kamichi cornuto (Anhima cornuta).
Altre specie
- Alzavola della puna (Anas puna)
- Anatra di torrente (Merganetta armata)
- Gobbo della Giamaica (Oxyura jamaicensis).

### Podargi

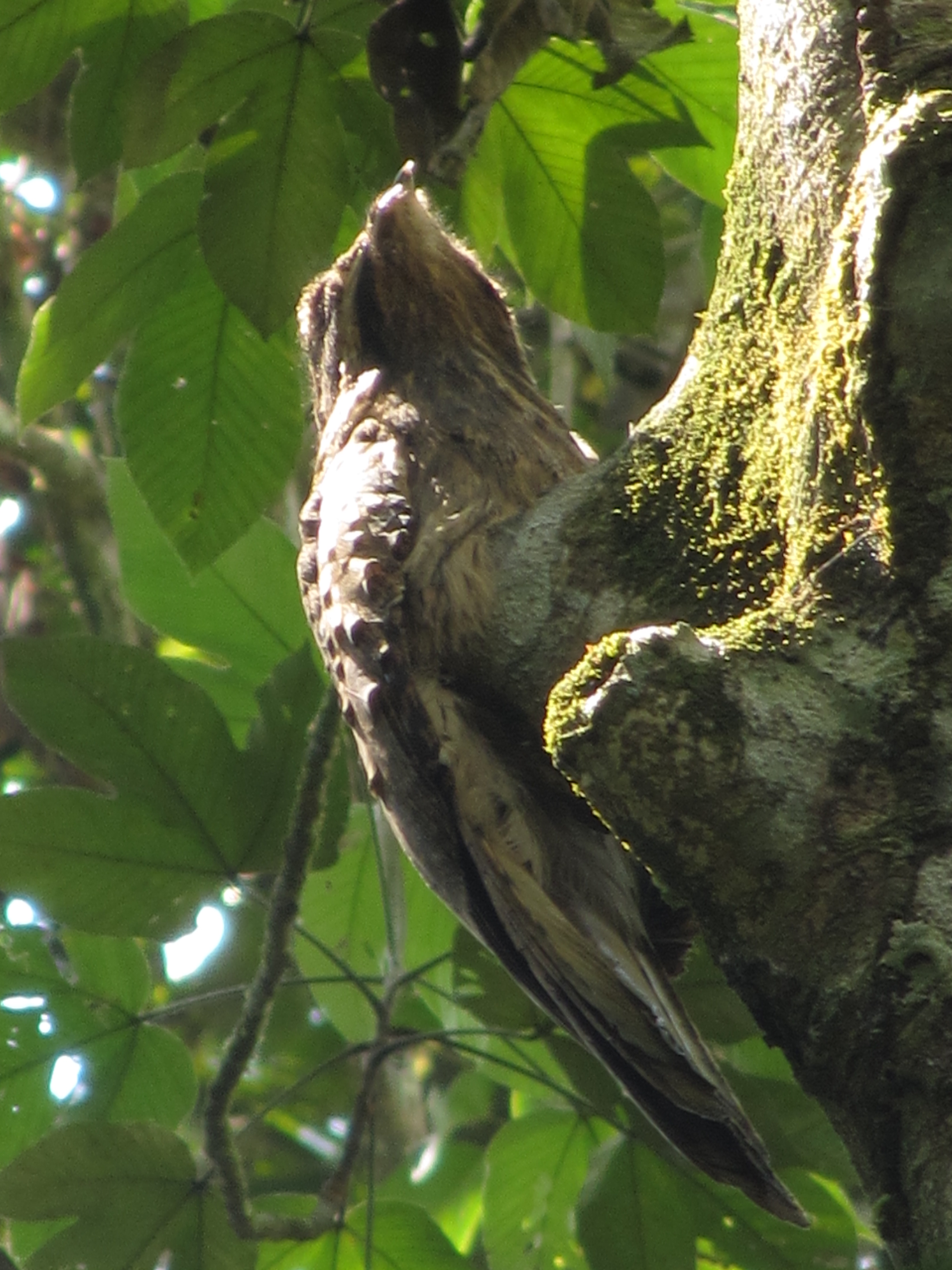
Nittibio codalunga (Nyctibius aethreus) in Perù.

In Amazzonia esistono inoltre diversi podargi (7 specie del genere Nyctibius, unico genere dalla famiglia Nictibiidae) note con i nomi comuni di nittibi o potoo. Un'altra specie è il guaciaro (Steatornis caripensis).
Tutte le specie
- Nittibio alibianche (Nyctibius leucopterus)
- Nittibio codalunga (Nyctibius aethereus)
- Nittibio delle Ande (Nyctibius maculosus)
- Nittibio rossiccio (Nyctibius bracteatus)
- Potoo comune (Nyctibius griseus)
- Potoo maggiore (Nyctibius grandis)
- Potoo settentrionale (Nyctibius jamaicaensis).

### Altre specie (elenco)
- Eurypyga helias (Eurypygiformes)
- Himantopus himantopus (Charadriiformes)
- Momotus momota (Coraciiformes)
- Porphyrio flavirostris (Gruiformes)
- Sula leucogaster (Suliformes)
- Tinamus major (Tinamiformes)
- Bucco capensis (Piciformes)

## Rettili

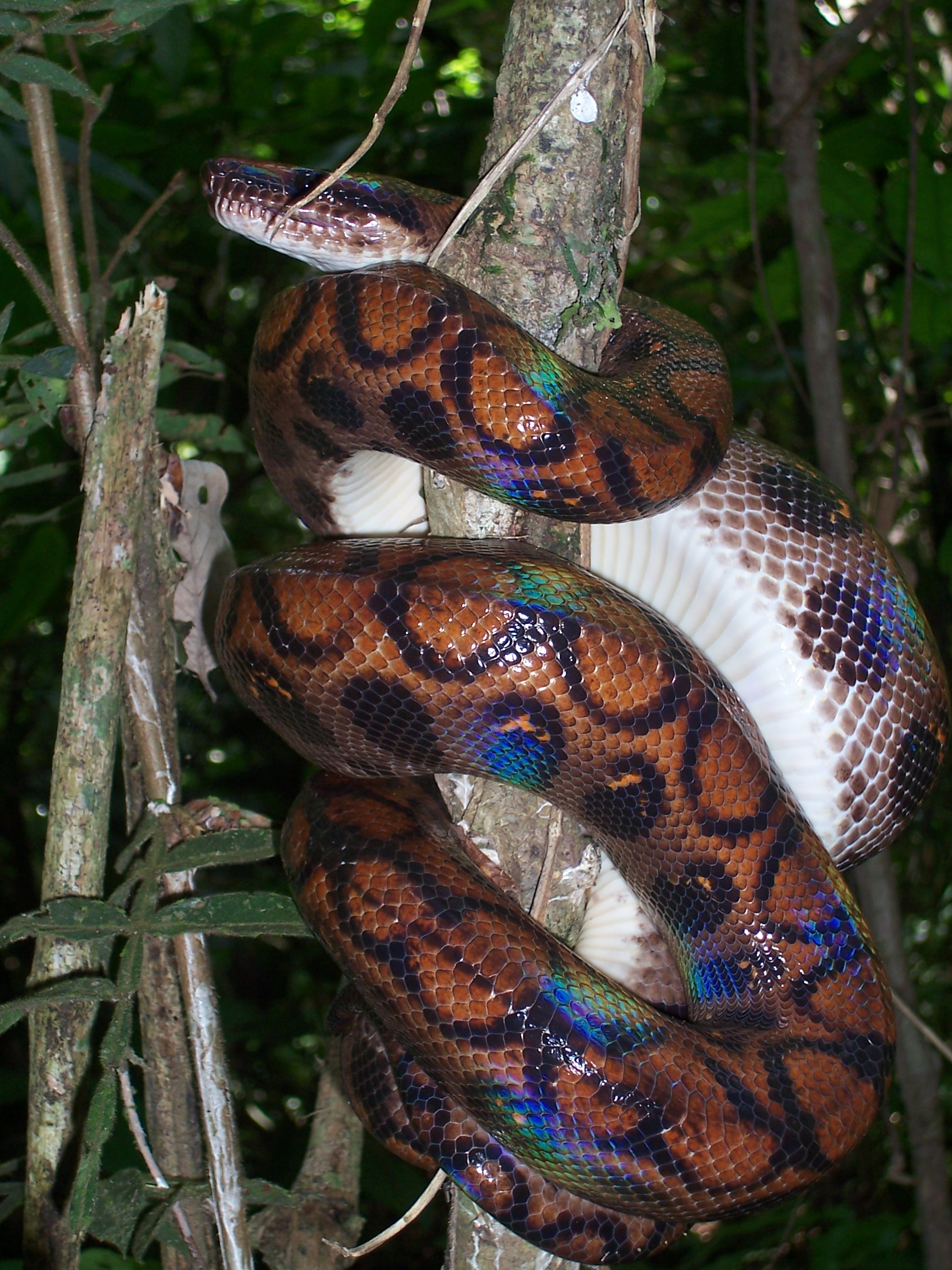
Epicrates cenchria

Sono molte le specie di rettili dell'Amazzonia, soprattutto serpenti e iguane.

### Sauri
Come già detto, uno dei sauri più noti è l'Iguana iguana, insieme ad altri rettili della famiglia Iguanidae. Altre specie note appartengono al genere Basiliscus, a cui appartengono 4 specie (B. plumifrons, B. vittatus, B. galeritus, B. basiliscus). Altri rettili relativamente noti appartengono al genere Ameiva e Anolis. Di quest'ultimo genere possiamo citare A. carolinensis, A. auratus, A. sagrei, con moltissime altre specie (il genere Anolis conta ben 400 specie e più, ovviamente non tutte amazzoniche). Un altro rettile è Dracaena guianensis.
Altre specie
- Abronia graminea
- Anisolepis undulatus
- Cercosaura hypnoides
- Enyalioides binzayedi
- Gonatodes timidus
- Norops oxylophus
- Plica plica
- Plica umbra
- Polychrus peruvianus
- Tupinambis rufescens.

### Serpenti
In Amazzonia esistono innumerevoli specie di serpenti, per lo più boidi e colubridi. Nella famiglia dei boidi (Boidae) troviamo il Boa constrictor, il Corallus caninus (boa smeraldino) e l' Epicrates cenchria (boa arcobaleno, chiamato così per via di riflessi sul corpo che formano svariati arcobaleni). La foresta amazzonica ospita pure l' Eunectes murinus (anaconda verde), il secondo serpente più grande al mondo, superato solo dal Python reticulatus asiatico, che nonostante sia più lungo (mentre il primo è lungo 6 m, il secondo arriva a 10 m) ha forme più snelle.
Altre specie sono il Micrurus fulvius, insieme ad altre specie del suo genere, con 2 dei suoi imitatori; Lampropeltis triangulum e Anilius scytale. Una delle specie più citate, note e diffuse è l'Oxybelis fulgidus, o serpente frustino. Possiamo menzionare pure il Leimadophis epinephelus, unica specie di ofide immune ai veleni di molte rane tossiche, come la più velenosa di tutte, Phyllobates terribilis.
Altre specie
- Bothriechis schlegelii (vipera cigliata)
- Bothrops asper
- Bothrops atrox (ferro di lancia)
- Chironius challenger
- Corallus hortulanus (boa arboricolo dell'Amazzonia)
- Eunectes notaeus (anaconda giallo)
- Oxybelis aeneus (serpente frustino bronzato)
- Oxybelis brevirostris
- Oxybelis wilsoni (serpente frustino dorato).

### Tartarughe e testuggini

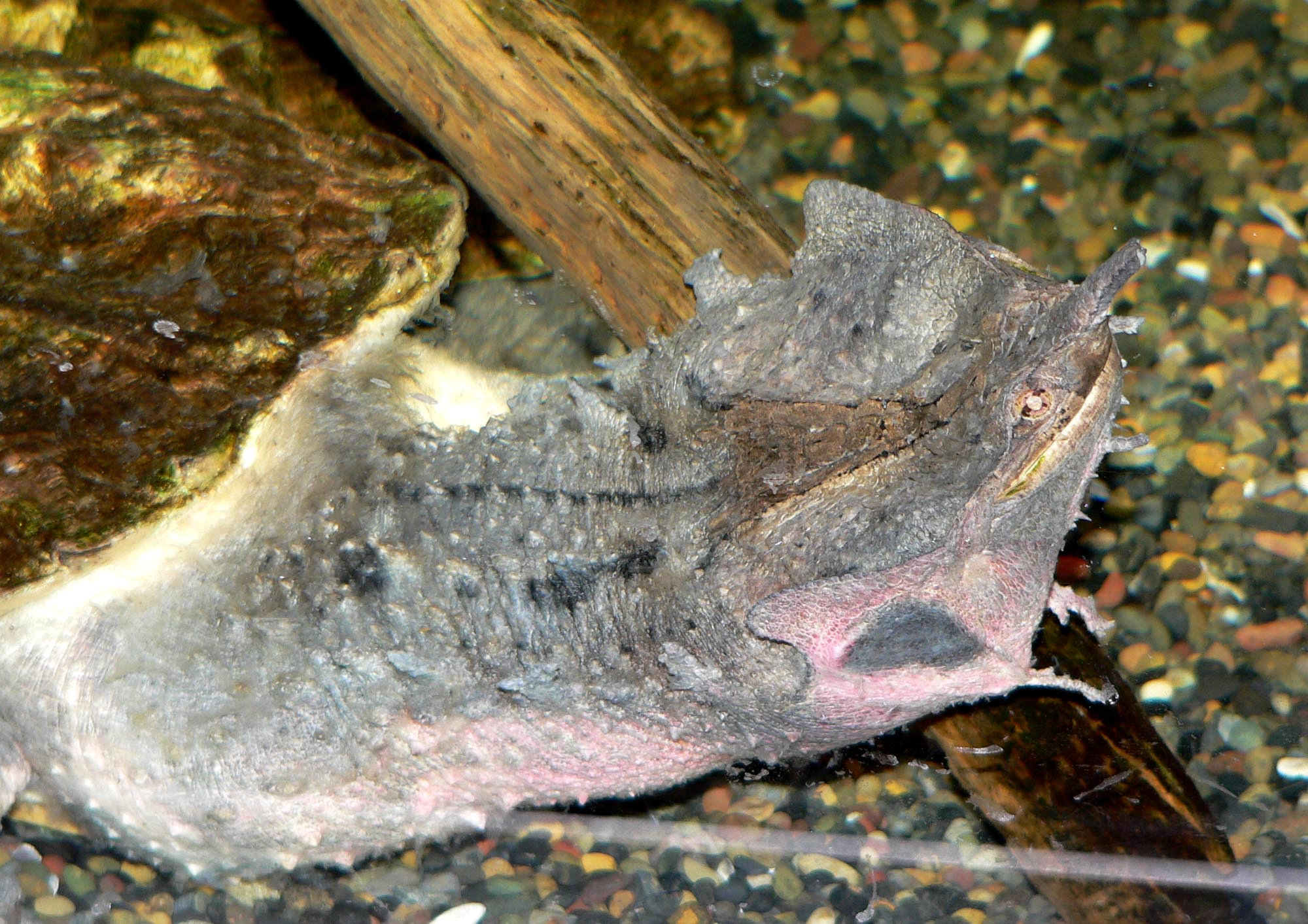
Testa di Chelus fimbriatus

Tra le tartarughe, si può citare la matamata (Chelus fimbriatus), nota per lo strano aspetto e le incredibili capacità mimetiche. Altre sono la Podocnemis expansa (tartaruga arrau) e P. unifilis (tartaruga del rio delle Amazzoni).
Come testuggini, si trovano la Chelonoidis carbonaria (testuggine dai piedi rossi), Chelonoidis denticulata (testuggine dai piedi gialli sudamericana) e Chelonoidis chilensis.
Altre specie
- Hydromedusa tectifera
- Mesoclemmys nasuta (tartaruga a testa di rospo)
- Phrynops hilarii (tartaruga pescatrice)
- Rhinoclemmys punctularia (tartaruga dalle zampe punteggiate).

### Caimani
Si trovano diverse specie di caimani nella foresta amazzonica (più precisamente nel fiume del rio delle Amazzoni: le più conosciute sono il Caiman crocodilus, il Melanosuchus niger, Paleosuchus palpebrosus. Queste specie presentano rispettivamente i nomi comuni di caimano dagli occhiali, caimano nero e caimano nano di Cuvier.
Altre specie
- Caiman latirostris (caimano dal muso stretto)
- Paleosuchus trigonatus (caimano nano).

### Anfisbene
Rettili poco conosciuti sono le anfisbene, note pure come lucertole-verme; le specie più note sono Amphisbaena alba, A. darwini e A. ceca.

## Anfibi
Componenti fondamentali della foresta amazzonica sono proprio gli anfibi, con numerose specie rane come i velenosissimi dendrobatidi.

### Anuri

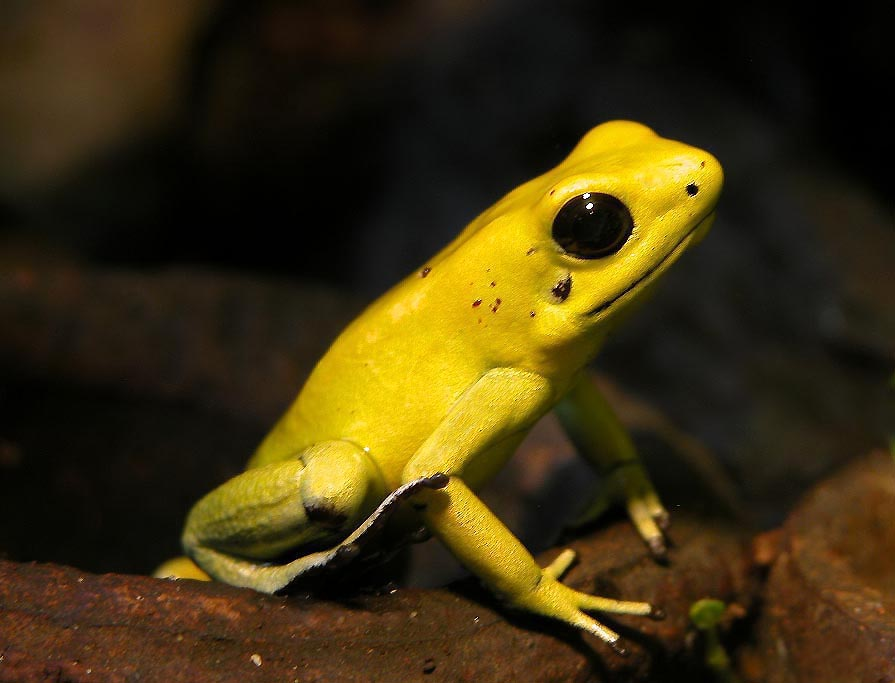
Phyllobates terribilis.

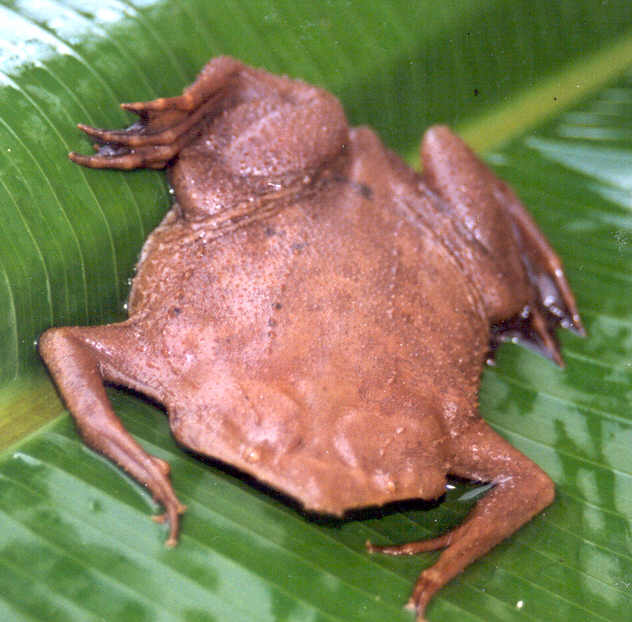
Pipa pipa

Moltissime specie di anuri popolano l'Amazzonia. Tra questi ci sono rane note in tutto il mondo per la livrea brillante e vivace, sinonimo di pericolo (aposematismo). Esse appartengono alla famiglia Dendrobatidae, con le specie più note nei generi Dendrobates (D. tinctorius, D. leucomelas, D.auratus, D. truncatus, D. galactonotus) e Oophaga (O. pumilio, O. lehmanni). Alla stessa famiglia appartiene la Phyllobates terribilis (rana dorata), nota come animale più velenoso al mondo.
Nel primo genere (Dendrobates) era un tempo attribuita un'altra specie, Dendrobates azureus, ora considerata sottospecie (secondo alcuni varietà) di D. tinctorius.
Altri anuri sono la Agalychnis callidryas e diverse specie di rane di vetro.
Si possono incontrare pure diversi rospi pipidi, come il più comune Pipa pipa, rospo del Suriname.
Altre specie alquanto strane e diffuse pure in commercio sono le ceratofridi come la rana cornuta (Ceratophrys cornuta) e la rana Pac-Man (Ceratophrys ornata).
Altre specie
- Agalychnis annae
- Allobates amissibilis (mini-rana pigmea nana)
- Atelopus andinus (rospo arlecchino delle Ande)
- Atelopus angelito
- Atelopus arsyecue
- Atelopus arthuri
- Atelopus balios
- Atelopus bomolochos
- Atelopus boulengeri
- Atelopus carauta
- Atelopus carbonerensis
- Atelopus carrikeri
- Atelopus chocoensis
- Atelopus chrysocorallus
- Atelopus coynei
- Atelopus cruciger
- Atelopus dimorphus
- Atelopus ebenoides
- Atelopus elegans
- Atelopus epikeisthos
- Atelopus erythropus
- Atelopus eusebianus
- Atelopus eusebiodiazi
- Atelopus exiguus
- Atelopus famelicus
- Atelopus farci
- Atelopus flavescens
- Atelopus franciscus
- Atelopus galactogaster
- Atelophus spumarius
- Brachycephalus ephippium (rana goccia d'oro)
- Brachycephalus pitanga (rana goccia di rame)
- Bufo glaberrimus
- Cruziohyla calcarifer
- Cruziohyla craspedopus
- Dendrophryniscus minutus (rospo dal ventre arancione)[3]
- Gastrotheca dunni
- Gastrotheca marsupiata (raganella marsupiale)
- Leptodactylus pentadactylus
- Oophaga histrionica
- Phyllomedusa atelopoides (raganella foglia atelopoide)
- Phyllomedusa bicolor (raganella foglia gigante)
- Phyllomedusa sauvagii
- Phyllomedusa tomopterna (raganella foglia barrata)
- Pseudis paradoxa (rana paradossale)
- Ranitomeya imitator (rana imitatrice)
- Rhinella marina (rospo delle canne)
- Trachycephalus resinifictrix (raganella del latte amazzonica).

### Urodeli
Poche specie urodela popolano l'Amazzonia, una di queste è Bolitoglossa altamazonica, con altre specie del suo genere.

### Cecilie
Altri anfibi poco conosciuti sono le cecilie, o caecileans. Una molto peculiare è la Atretochoana eiselti, con varie specie del genere Caecilia (C. abitaguae, C. armata, C. inca, C. subterminalis ecc.).
Altre specie
- Caecilia subdermalis
- Caecilia thompsoni.

## Mammiferi
Di tutti i mammiferi, le specie più numerose sono felini e scimmie.

### Scimmie

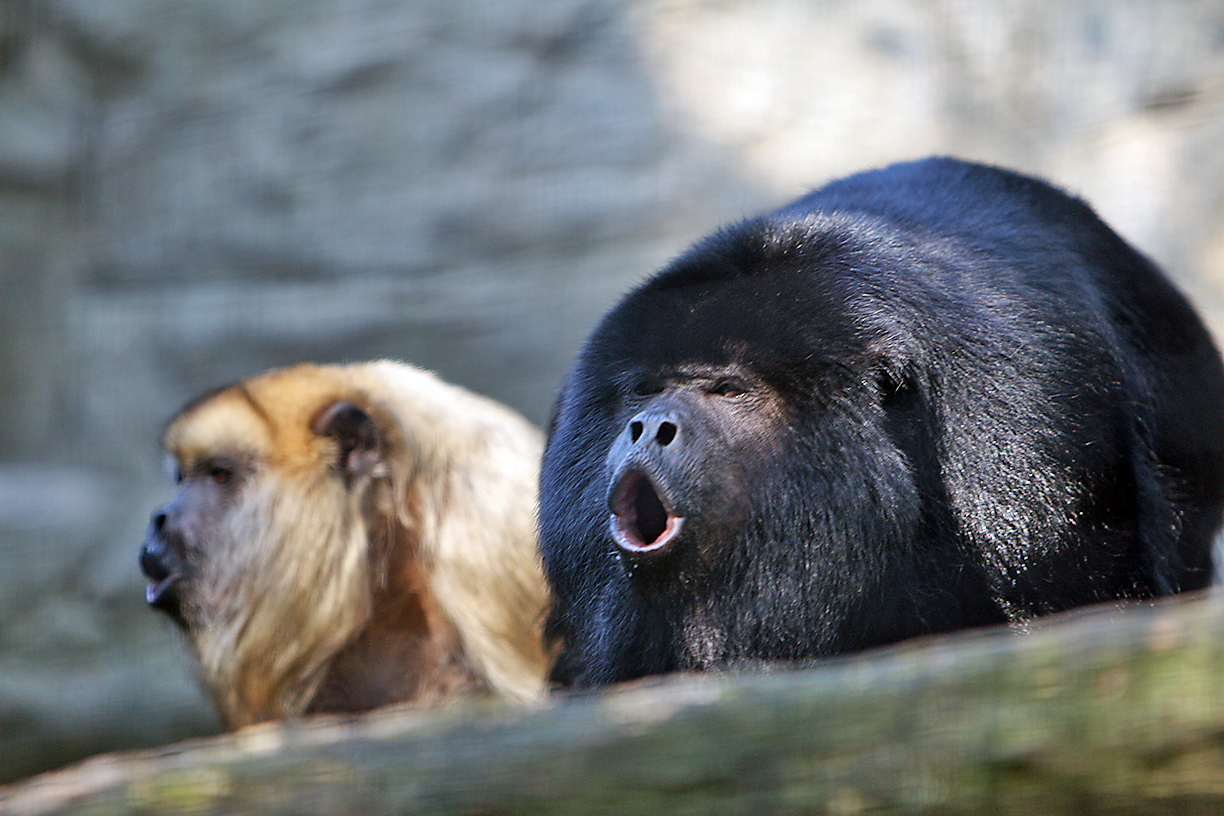
Coppia di aluatte nere (Alouatta caraya). In primo piano il maschio, in secondo la femmina.

Insieme al Sud-est Asiatico, l'Amazzonia ospita più specie di scimmie rispetto a qualsiasi parte del mondo: si possono trovare scimmie urlatrici e atelidi vari, tamarini e uistitì, scimmie scoiattolo, pitecidi. Le dimensioni variano moltissimo: la più piccola è l'uistitì pigmeo (Callithrix pygmaea), dal peso di 100-130 g; l più grande è l'aluatta nera (Alouatta caraya), con un peso di 8 kg per i maschi e meno di 5 kg per la femmine. Altre specie celebri sono la scimmia scoiattolo (Saimiri sciureus), che è per giunta la specie più diffusa; e l'uacari calvo (Cacajao calvus), dalla testa, come suggeriscono i nomi priva di peluria. Un'altra specie da considerare è il callicebo (Callicebus aureipalatii), che prende il nome comune scientifico ("aureipalatii" vuol dire tradotto in italiano "del palazzo dorato", traduzione dall'inglese "golden palace") da un sito di aste online.
Altre specie
- Aluatta nera (Alouatta caraya)
- Aluatta rossa (Alouatta seniculus)
- Aluatta amazzonica (Alouatta nigerrima)
- Atele di Belzebù (Ateles belzebuth)
- Atele di Geoffroy (Ateles geoffroyi)
- Callicebo rosso (Callicebus cupreus)
- Pitecia dalla faccia bianca (Pithecia pithecia)
- Scimmia cappuccina (Cebus albifrons)
- Scimmia lanosa bruna (Lagothrix lagotricha)
- Scimmia ragno (Ateles paniscus)
- Tamarino dai mustacchi (Saguinus mystax)
- Tamarino dal dorso bruno (Saguinus fuscicollis)
- Uistitì argentato (Callithrix argentata)
- Uistitì dai pennacchi bianchi (Callithrix jacchus)
- Uistitì dai pennacchi neri (Callithrix penicillata).

### Carnivori

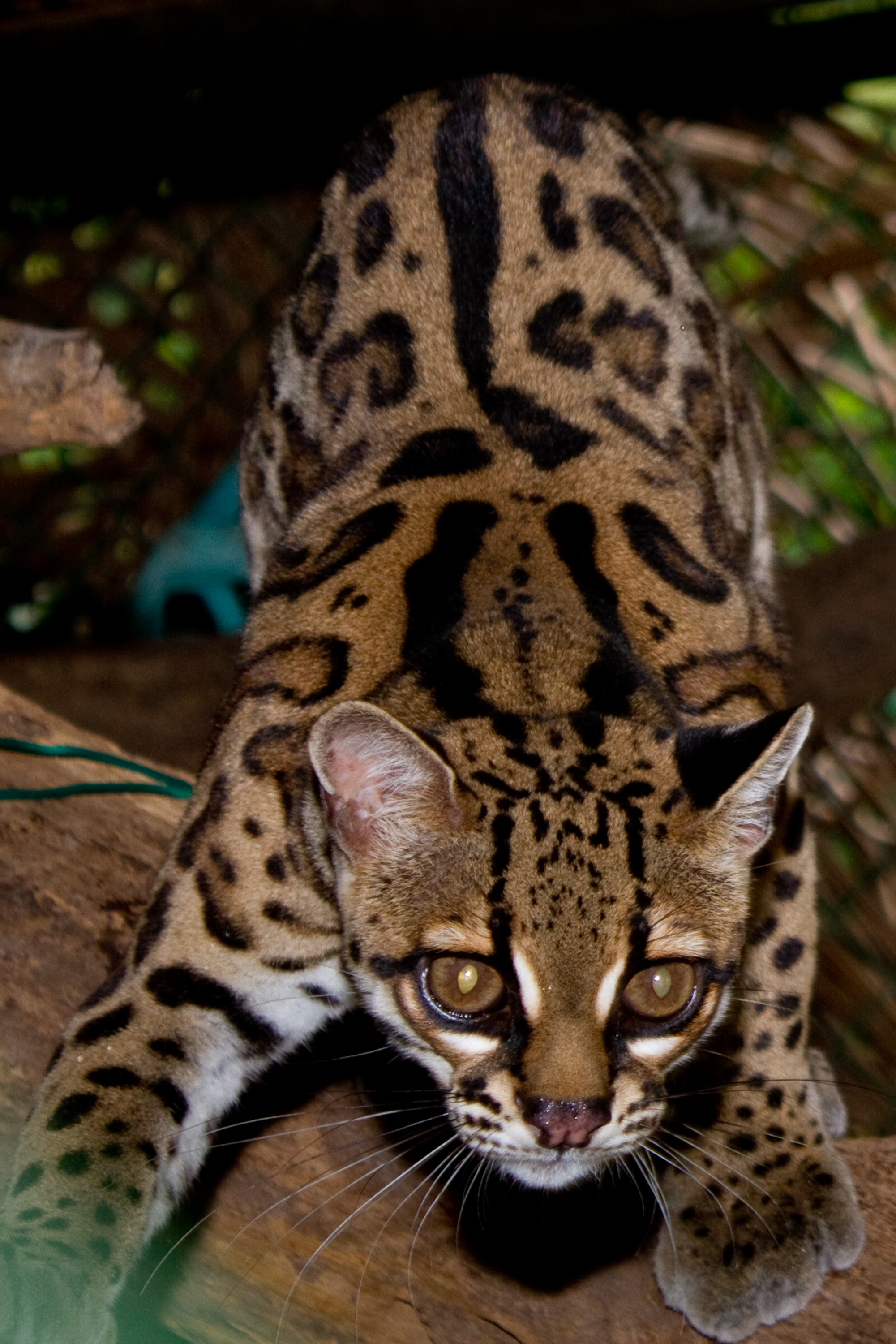
Margay (Leopardus wiedii)

I carnivori della foresta amazzonica più celebri sono senza dubbio i felini, se ne conoscono 7 specie:
- Giaguaro (Panthera onca)
- Puma (Puma concolor)
- Colocolo (Leopardus colocolo)
- Ocelotto (Leopardus pardalis)
- Gatto giaguaro (Leopardus tigrinus)
- Margay (Leopardus wiedii)
- Yaguarondi (Puma yagouaroundi).

Secondo alcune leggende, tempo fa si poteva osservare un certo Onza, una sorta di puma di dimensioni minori particolarmente aggressivo.
L'Amazzonia ospita pure la specie di lontra più grande al mondo: la lontra gigante del Brasile (Pteronura brasiliensis). Essa arriva a una lunghezza di 180 cm, ma si vocifera di lontre di almeno 200 cm.
Altri carnivori appartengono alla famiglia Procyonidae: sono i tre specie di coati (Nasua nasua, Nasua narica, Nasuella olivacea) e il cercoletto (Potos flavus).
Altre specie
- Orso dagli occhiali (Tremarctos ornatus)
- Tayra (Eira barbara).

### Formichieri e bradipi

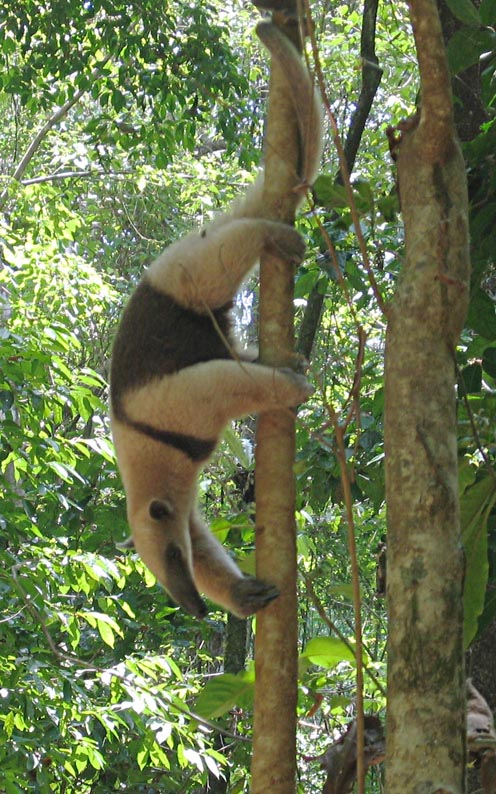
Tamandua messicano (Tamandua mexicana).

Nella foresta amazzonica vivono tutte le specie di formichieri esistenti:
- Formichiere nano (Cyclopes didactylus)
- Tamandua messicano (Tamandua mexicana)
- Tamandua tetradattilo (Tamandua tetradactyla)
- Formichiere gigante (Myrmecophaga tridactyla).

Esse si nutrono di formiche e termiti servendosi della loro lunga lingua appiccicosa.
Poi ci sono i bradipi, tutte le 6 specie esistenti si possono trovare in Amazzonia. Le specie più note sono il bradipo tridattilo (Bradypus tridactylus), il bradipo didattilo (Choloepus didactylus), il bradipo dal cappuccio (Bradypus torquatus), il bradipo pigmeo (Bradypus pygmaeus).
Altre specie
- Bradipo variegato (Bradypus variegatus)
- Coelopo di Hoffmann (Choloepus hoffmanni).

### Tapiri
Su 4 specie che esistono al mondo, 3 sono amazzoniche. Esse sono: il più comune tapiro sudamericano (Tapirus terrestris), il tapiro delle Ande (Tapirus pinchaque) e il tapiro di Baird (Tapirus bairdii).

### Roditori
I roditori che popolano l'Amazzonia più celebri sono certamente i capibara (Hydrochoeris hydrochaeris), noto anche come il roditore più grande al mondo attualmente esistente.
Altri sono i marà (specie più nota Dolichotis patagonum). Poi ci sono varie specie di aguti, come l'aguti di Azara (Dasyprocta azarae). Altra specie è la nutria (Myocastor coypus). Essa è originaria del Brasile, ma è stata introdotta anche in Italia.
Altre specie
- Aguti paca (Cuniculus paca)
- Aguti di Taczanowiski (Cuniculus taczanowskii)
- Marà del Chaco (Dolichotis salinicola)
- Porcospino brasiliano (Coendou prehensilis)
- Ratto nero (Rattus rattus)
- Topo comune (Mus musculus).

### Armadilli
Gli armadilli non amano le zone di foresta, ma ogni tanto si possono scrutare diverse specie: l'armadillo a 7 fasce (Dasypus septemcinctus), quello a 9 (Dasypus novemcinctus), quello a 6 (Euphractus sexcinctus), quello a 3 (Tolypeutes matacus).
Altre specie
- Armadillo a coda molle del Chaco (Cabassous chacoensis)
- Bolita (Tolypeutes tricinctus).

### Mammiferi di fiume
Oltre alle lontre giganti precedentemente citate, il rio delle Amazzoni ospita due specie di mammiferi da fiume: uno è il lamantino delle Amazzoni (Trichechus inunguis). L'altro è l'inia (Inia geoffrensis), noto anche come delfino rosa per via livrea (pertanto variabile con l'età: da nati sono neri, poi schiariscono diventando grigi ed infine, raggiunta la maturità sessuale, diventano rosa).

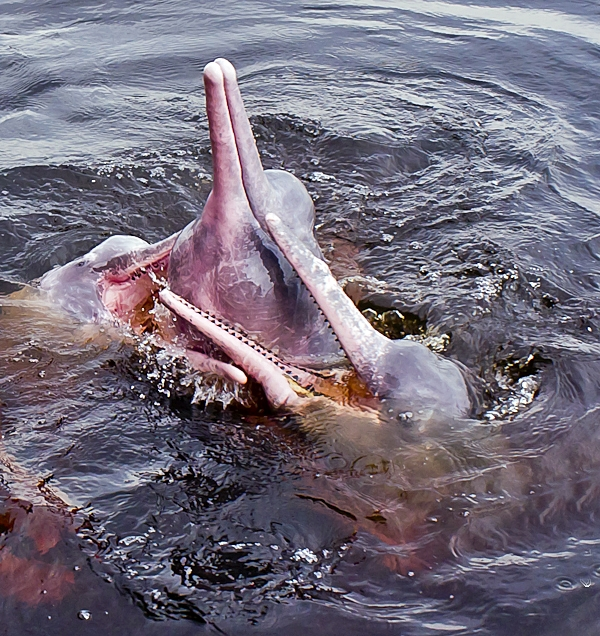
Un gruppo di inie

Oltre alla prima citata inie vi sono altri 2 delfini d'acqua dolce in Amazzonia anche se vi si trovano solo occasionalmente:
- Il pontoporia vive nelle acque costiere dell'Atlantico del Sudamerica sudorientale; vive soprattutto nelle acque costiere basse, è l'unico “delfino di acqua” dolce a vivere in mare.

Ci sono poi altre due specie che pur vivendo in mare e non facendo parte da un punto di vista sistematico dei “delfini di fiume”, frequentano le acque intere.
- Il sotalia vive sia in acqua dolce che in quella salata, sulla costa orientale del Centro e Sud America, dalla costa Brasiliana fino ai Caraibi. È anche chiamato “Tucuxi”.[6]

### Pipistrelli

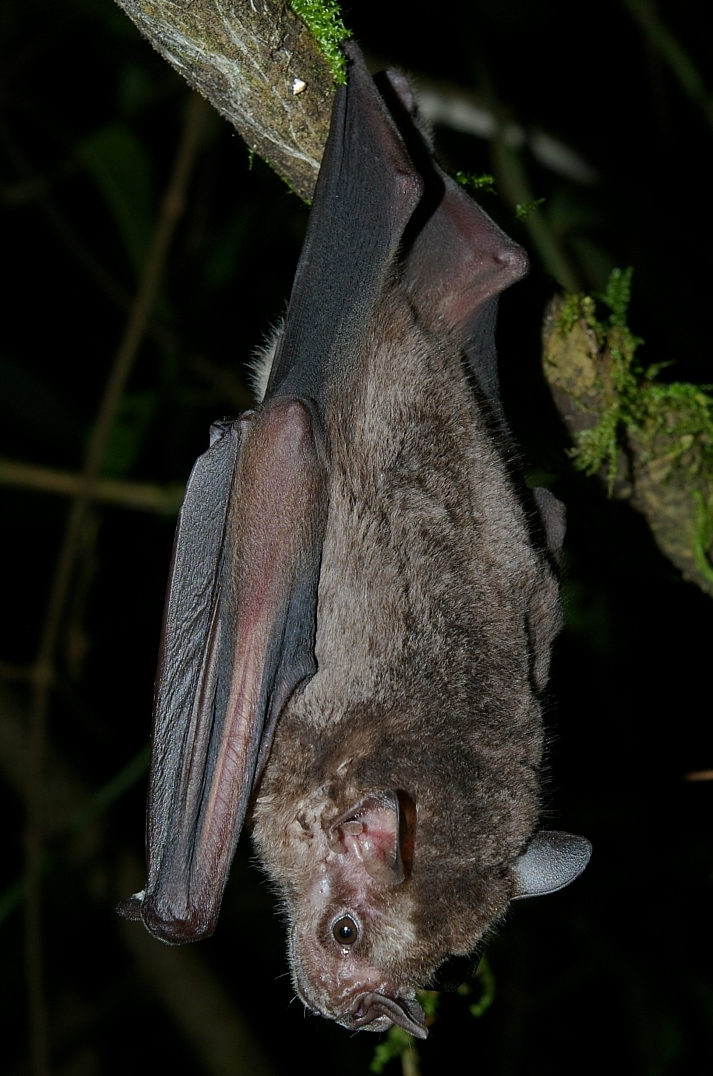
Artibeo della Giamaica (Artibeus jamaicensis).

Il numero di specie di pipistrelli che popolano l'Amazzonia è abbastanza discreto. Il più noto è il pipistrello vampiro (Desmodus rotundus, il nome più completo è vero vampiro di Azara). Si osservano anche esemplari di pipistrello dalla proboscide (Rhynchonycteris naso).
Altre specie
- Artibeo della Giamaica (Artibeus jamaicensis)
- Pipistrello vampiro senza coda (Diphylla ecaudata).

### Artiodattili
Gli artiodattili sono un ordine di mammiferi a cui appartengono, principalmente, bovini, ovini, suini e cervi. In Amazzonia si possono trovare alcune specie di cervi, quali il mazama rosso (Mazama americana), il mazama rosso del Centro america (Mazama temama), il mazama rosso piccolo (Mazama bororo).
Altre specie di cervidi
- Cervo delle Pampas (Ozotoceros bezoarticus)
- Mazama bruno dell'Amazzonia (Mazama nemorivaga)
- Mazama grigio (Mazama gouazoubira)
- Mazama nano (Mazama chunyi)
- Mazama pigmeo (Mazama nana)
- Mazama rosso minore (Mazama rufina)
- Pudu meridionale (Pudu puda)
- Pudu settentrionale (Pudu mephistophiles).

Altri artiodattidi sono suini, quelli amazzonici appartengono alla famiglia Tayassuidae e sono noti come pecari.
Tutte le specie di pecari amazzoniche
- Pecari dal collare (Pecari tajacu)
- Pecari gigante (Pecari maximus)
- Pecari labiato (Tayassu pecari).

## Pesci
Si conoscono numerosissime specie di pesci nei fiumi dell'Amazzonia, molti dei quali importati frequentemente per i comuni acquari.

### Pesci cartilaginei

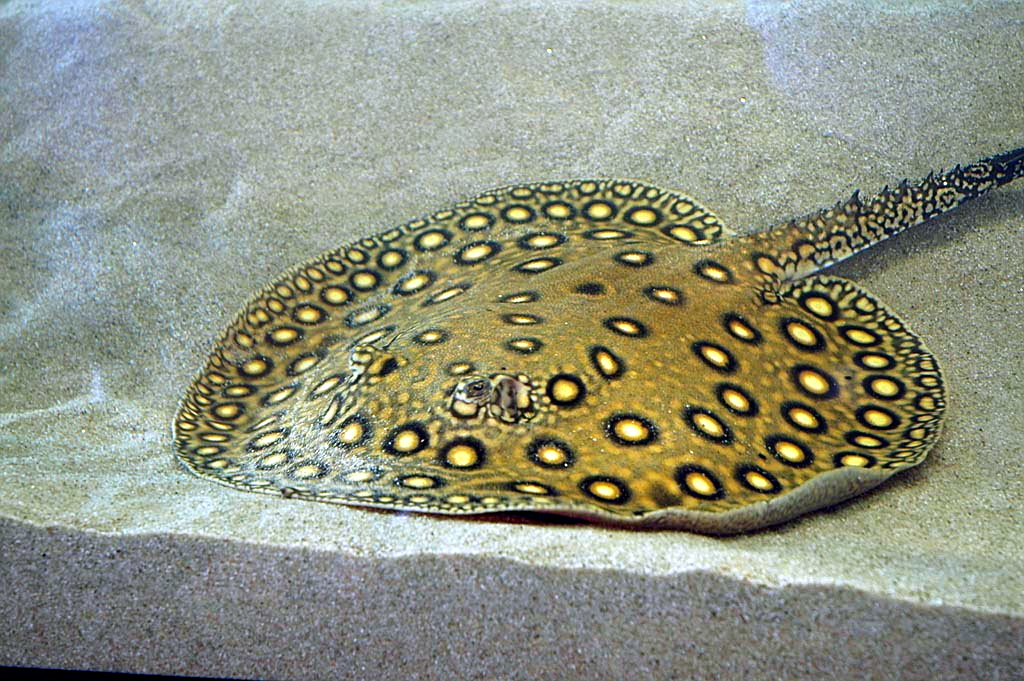
Potamotrygon motoro maschio.

Non sono molte le specie di pesci cartilaginei d'acqua dolce in tutto il mondo, della foresta amazzonica i più noti sono il Carcharhinus leucas e il Potamotrygon motoro (rispettivamente i nomi comuni sono squalo leuca e trigone d'acqua dolce).
Altre specie
- Potamotrygon tatianae
- Pristis perotteti.

### Pesci ossei

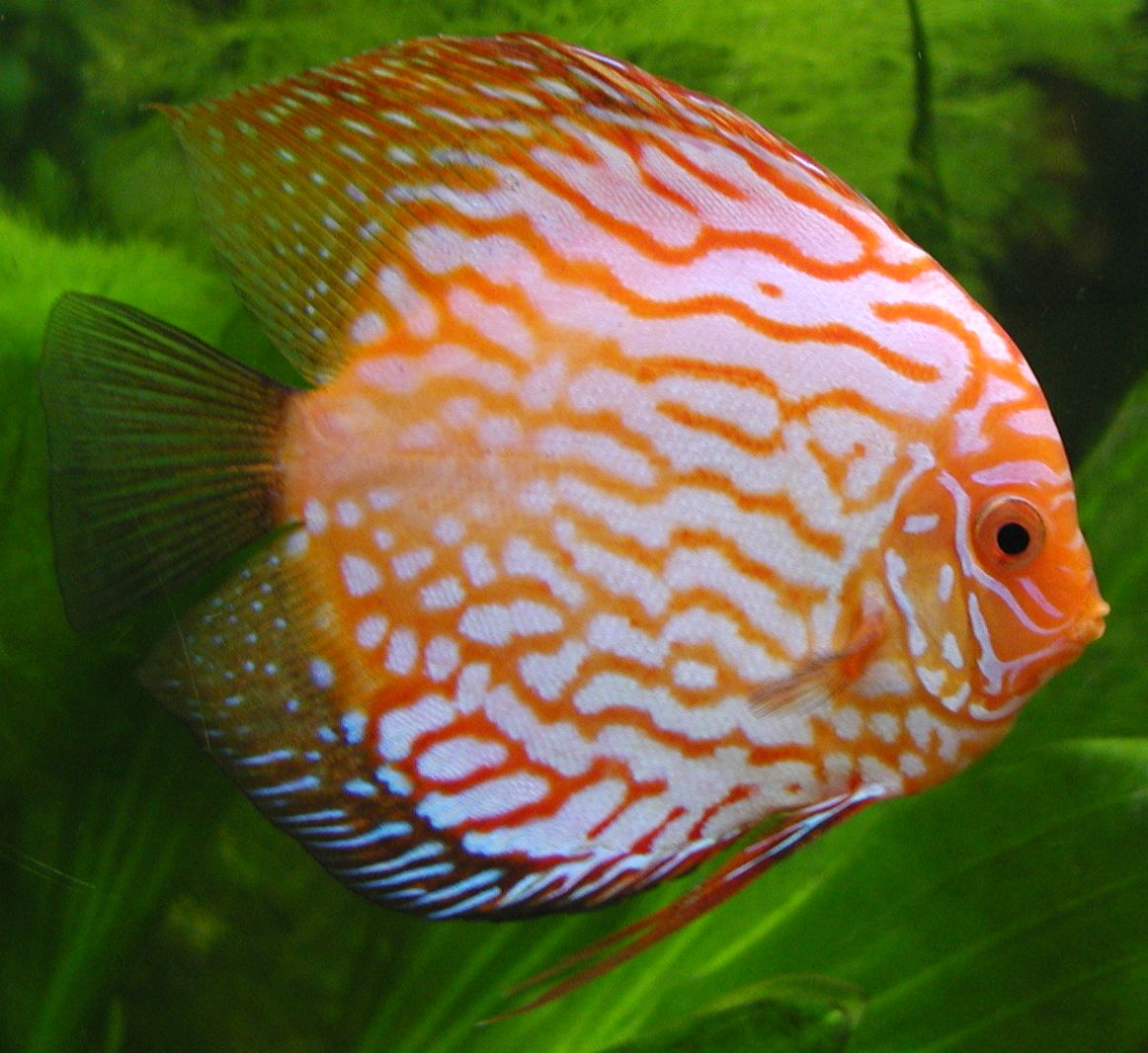
Symphysodon aequifasciatus, varietà Pigeon blood.

A differenza dei pesci cartilaginei, moltissime specie di pesci ossei popolano le acque amazzoniche. Si possono citare parecchie specie abbastanza celebri, soprattutto perché importate molto spesso: Symphysodon aequifasciatus, Symphysodon discus, Thorichthys meeki, Apistogramma agassizii, Pterophyllum scalare, Astronotus ocellatus, Poecilia reticulata, Poecilia amazonica, Poecilia sphenops, Poecilia formosa, Paracheirodon axelrodi, Paracheirodon simulans, Paracheirodon innesi, Hemigrammus erythrozonus, Hemigrammus bleheri, Hyphessobrycon erythrostigma, Hyphessobrycon pulchripinnis, Hyphessobrycon herbertaxelrodi, Pristella maxillaris, Nannacara anomala, Apistogramma cacatuoides, Corydoras arcuatus, Corydoras pygmaeus, Brochis splendens, Hypostomus plecostomus, Ancistrus temminckii, Apteronotus albifrons.
Poi, altri pesci ossei noti sono i gimnoti (Electrophorus electricus) e diverse specie di pirañas, come Pygocentrus nattereri, Catoprion mento, Colossoma macropomum, Myleus altipinnis,  Myleus schomburgkii, Mylossoma aureum.
Poi ci sono altri come l'arowana (Osteoglossum bicirrhosum), e l'arapaima (Arapaima gigas). Un'altra specie interessante è Lepidosiren paradoxa, tra le poche attualmente viventi dell'ordine Dipnoi.
Altri pesci sono i candirù (Vandellia cirrhosa), noti anche come "pesce vampiro", in quanto è talmente piccolo da riuscire a entrare nell'uretra dei bagnanti allo scopo di nutrirsi del sangue.
Altre specie
- Acestrorhynchus falcatus
- Aphyocharax anisitsi
- Apistogramma agassizii
- Chalceus macrolepidotus
- Ctenobrycon spilurus
- Cynolebias albipunctatus
- Heros efasciatus
- Hoplosternum littorale
- Hyphessobrycon eques
- Kryptolebias marmoratus
- Laetacara curviceps
- Leporinus fasciatus
- Leporinus friderici
- Megalechis thoracata
- Myleus pacu (pacu)
- Mylossoma aureum
- Ossubtus xinguense
- Prionobrama filigera
- Pygocentrus cariba
- Pygopristis denticulata
- Serrasalmus elongatus (piraña allungato)
- Serrasalmus rhombeus (piraña nero)
- Serrasalmus sanchezi
- Trachelypterus galeatus
- Xiphophorus helleri (portaspada)
- Xiphophorus maculatus (platy).

## Insetti
Molteplici specie di insetti vivono nella foresta amazzonica. Tra le più note ci sono farfalle e formiche. L'Amazzonia è nota pure per le specie di zanzare che trasmettono malattie.

### Lepidotteri

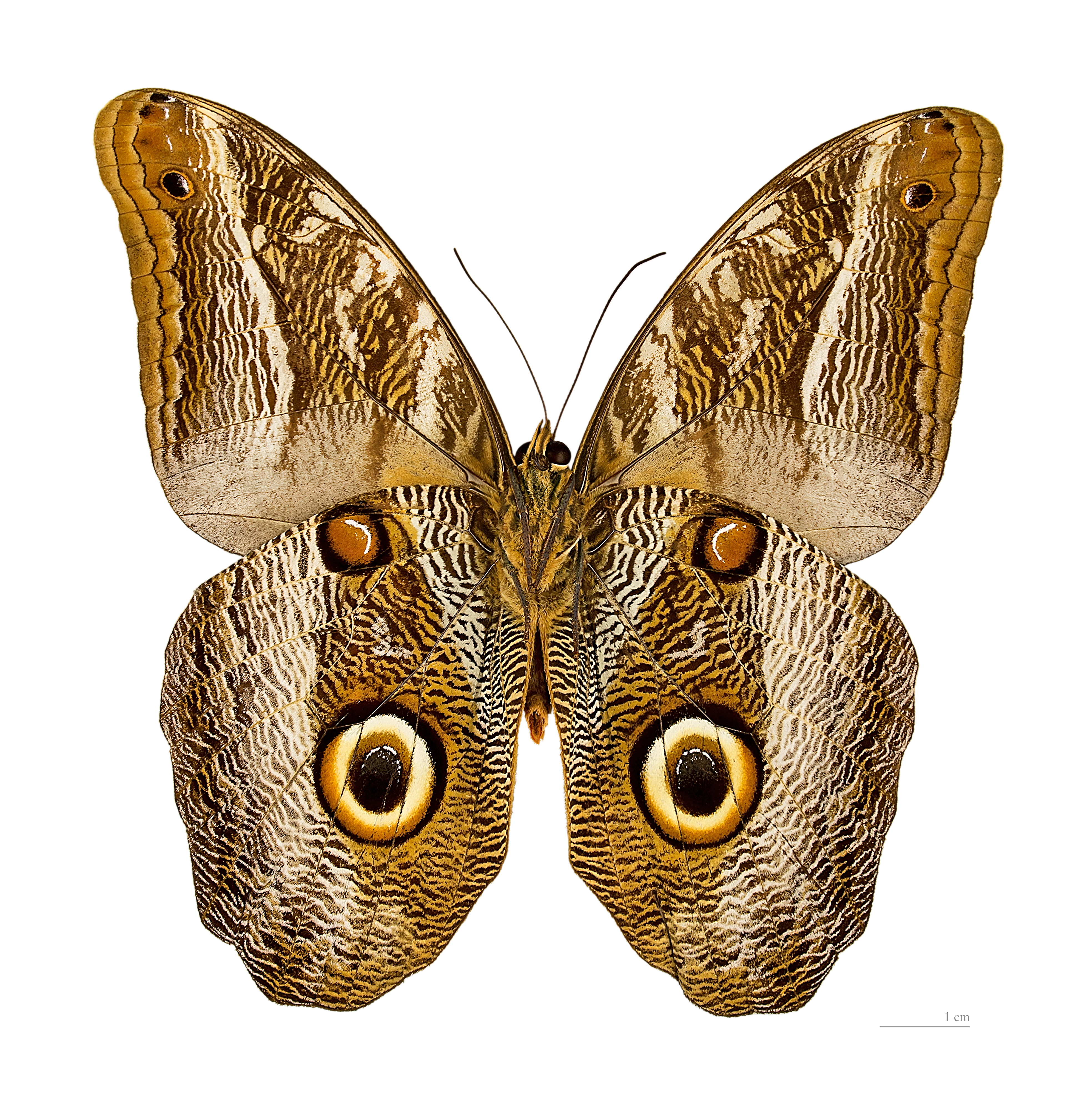
Caligo idomeneus (testa di gufo)

Come già detto, le farfalle e falene sono tra gli insetti più noti. La più nota è certamente la Morpho menelaus, con la Strymon melinus. Poi c'è la Diaethria clymena con la congenere Diaethria anna, note come "farfalle 88" per via di un disegno sulle ali. Si possono citare anche le varie farfalle del genere Caligo (specie tipo C. idomeneus), che imitano lo sguardo penetrante degli strigiformi.
Altre specie
- Caligo brasiliensis
- Danaus plexippus (farfalla monarca)
- Greta oto (ali di vetro)
- Heliconius antiochus
- Heliconius atthis
- Heliconius charithonia
- Heliconius erato
- Heliconius hecuba
- Heliconius melpomene (eliconia americana)
- Heliconius numata
- Heliconius sara
- Laparus doris
- Morpho helenor.

### Imenotteri

#### Api e vespe
Oltre alla nota e comune Apis mellifera, si possono incontrare abbastanza facilmente api del genere Centris, a cui appartengono 3 specie. Altre specie sono vespe del genere Eumenes.

#### Formiche
Comunque, gli imenotteri più noti e diffusi sono formiche. Si possono citare le celeberrime formiche legionarie (Eciton burchellii) e la Paraponera clavata, nota come "formica proiettile" perché si ritiene sia l'insetto con la puntura più dolorosa al mondo e, secondo le vittime di queste formiche, il dolore atroce è paragonabile a quello di un proiettile. Poi ci sono le formiche tagliafoglia (Atta sp.). Un'altra è la Solenopsis invicta (formica di fuoco), anch'essa vanta una puntura estremamente dolorosa.
Altre specie
- Allomerus decemarticulatus
- Martialis heureka.

### Ditteri
Oltre a quelli comuni in tutto il mondo Musca domestica e Drosophila melanogaster, l'Amazzonia ospita numerose specie di ditteri. Tra questi c'è lo Stomoxys calcitrans, noto come "mosca cavallina". Altri sono diverse specie di tafani. Poi ci sono le celeberrime zanzare del genere Anopheles, note perché trasmettono malattie esotiche come la malaria.
Altre specie
- Ceratitis capitata (mosca della frutta)
- Drosophila willistoni
- Fannia canicularis (piccola mosca domestica).

### Coleotteri
L'Amazzonia è nota per le numerosissime specie di coleotteri. Una tra queste è il ceracimbide Titanus giganteus, una delle specie più grandi al mondo. Poi ci sono diversi scarabeidi come il Dynastes hercules, lo Gymnetis holosericea ed altre specie del suo genere (Gymnetis). Sono nativi di questa zona anche alcuni elateridi come i Pyrophorus nyctophanus, Pyrophorus luminosus ed altri, noti perché sono provvisti di fotofori che li rendono bioluminescenti. Un altro coleottero da citare è la Macrodontia cervicornis, così chiamata per via grosse mandibole che ricordano quelle dei cervi.
Altre specie
- Acrocinus longimanus
- Chalcolepidius porcatus
- Coleomegilla maculata (coccinella americana)
- Gymnetis litigiosa
- Gymnetis stellata
- Hippodamia convergens
- Megasoma actaeon
- Megasoma elephas
- Oxygonia delia
- Photinus pyralis
- Rhinostomus barbirostris
- Zyzzyva rufula.

### Altre specie (elenco)
- Choeradodis columbica (Mantodea)

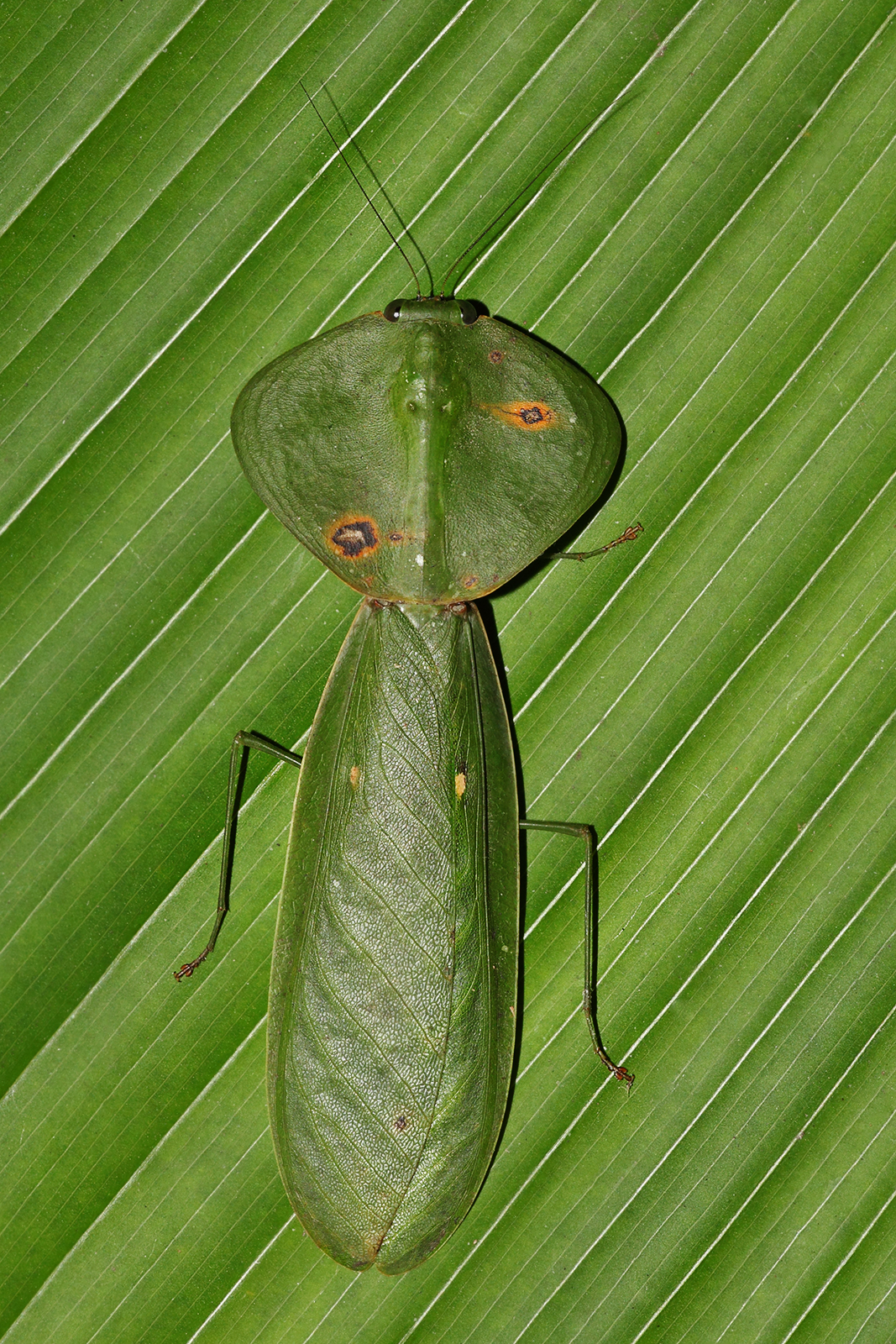
Choeradodis rhombicollis

- Choeradodis rhombicollis (Mantodea)
- Choeradodis stalii (Mantodea)
- Choeradodis strumaria (Mantodea)
- Fulgora crocodilia (Rhynchota)
- Fulgora lanternaria (Rhynchota)
- Panacanthus cuspidatus (Orthoptera)
- Rhionaeschna brasiliensis (Odonata)
- Triatoma infestans (Rhynchota)
- Zelus annulosus (Rhynchota).

## Aracnidi

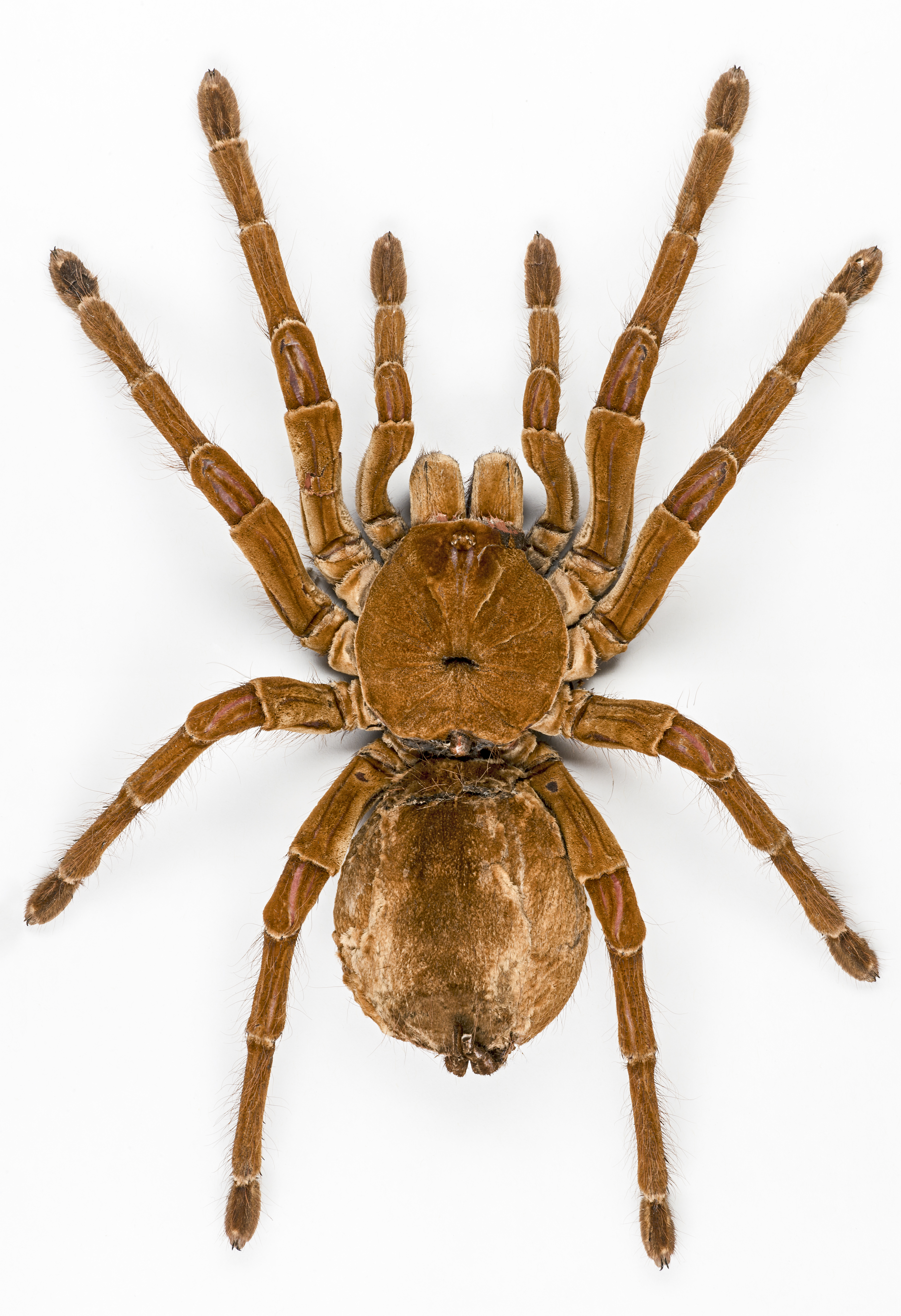
Tarantola Golia

Tra i tanti invertebrati amazzonici, sono numerosi anche gli aracnidi.
Tra i ragni il più famoso, nonché il più grande al mondo, è la Theraphosa blondi, o tarantola Golia, che arriva a cacciare anche topi e piccoli uccelli. Altri ragni appartengono ai generi Cotinusa, Thaumasia e Ancyclometes, nonché numerosi amplipigi come l' Heterophrynus elaphus e uropigi
Un'altra specie nativa della foresta amazzonica è il ragno delle banane, Phoneutria nigriventer, ovvero il ragno più velenoso al mondo.
Altre specie
- Nephila clavipes